# Guy Hernas
Guy Hernas, né le 24 mars 1934 à Dargnies (dans la Somme) et mortdans la même ville le 6 août 1998, est un footballeur français. Il évoluait au poste d'attaquant.

## Biographie
Hernas se révèle dans les rangs amateurs du SC Abbeville. En 1954 il est repéré par le CO Roubaix-Tourcoing, qui est relégué l'année suivante de Division 1. Il s'impose alors comme titulaire, marquant notamment 19 buts en championnat lors de la saison 1957-1958, sans parvenir cependant faire remonter son équipe dans l'élite. 
En 1959, il est recruté par le Stade rennais, en D1. Après une première saison d'adaptation, il réalise deux saisons pleines, faisant parler sa polyvalence sur le front de l’attaque bretonne. Il dispute 71 matchs officiels, pour onze buts.
En 1962, Hernas arrête sa carrière professionnelle et retourne dans son club formateur, où il évolue jusqu'en 1968, dans le groupe Nord de CFA. Il termine sa carrière au Sporting de Wattrelos.

## Carrière de joueur
- ?-1954 :  SC Abbeville
- 1954-1959 :  CO Roubaix-Tourcoing
- 1959-1962 :  Stade rennais UC
- 1962-1968 :  SC Abbeville
- SC Wattrelos